# Tjalling James
Tjalling „Tjallie“ James (* 24. März 1906 in Surabaya, Niederländisch-Indien; † 9. Februar 1983 in Loosdrecht) war ein niederländischer Ruderer.

## Karriere
Tjalling James wurde mit dem niederländischen Achter 1926 Europameister. Zudem gehörte er bei den Olympischen Sommerspielen 1928 zur niederländischen Besatzung, die in der Achter-Regatta antrat. Der niederländische Achter schied jedoch in der zweiten Runde aus.